# Rataje nad Sázavou
Rataje nad Sázavou település Csehországban, a Kutná Hora-i járásban. Rataje nad Sázavou Úžice, Český Šternberk, Sázava, Staňkovice, Drahňovice, Ledečko, Zbizuby, Soběšín, Samopše, Uhlířské Janovice és Podveky településekkel határos. Lakosainak száma 544 fő (2024. január 1.).

## Népesség
A település lakosságának változását az alábbi diagram mutatja:
| Lakosok száma | 1223 | 1245 | 1164 | 970  | 740  | 583  | 527  | 508  | 538  | 544  |
|               | 1869 | 1890 | 1921 | 1950 | 1980 | 2001 | 2017 | 2019 | 2022 | 2024 |